# 宮村実晴
宮村 実晴（みやむら みはる、1940年 - ）は、日本の体育学者。名古屋大学名誉教授。日本国内における呼吸と生理学の第一人者。

## 略歴・人物
石川県生まれ。1963年金沢大学教育学部卒業後、1969年東京大学大学院教育学研究科博士課程修了。1983年より名古屋大学保健体育科学センター教授。名古屋大学退官後、2004年より東海学園大学人間健康学部教授を経て、2012年より金沢星稜大学間科学部特任教授。
低酸素下における呼吸応答、高所トレーニングの効果等についても多くの研究成果を残す。2022年、瑞宝中綬章受章。

## 著作
- 「体力トレーニング―運動生理学的基礎と応用」（共著） - 真興交易医書出版部（1986年1月）
- 「スポーツとエネルギー―パワーの限界と記録」（翻訳） - 真興交易医書出版部（1991年5月）
- 「最新運動生理学―身体パフォーマンスの科学的基礎」 - 真興交易医書出版部（1996年6月）
- 「呼吸―運動に対する応答とトレーニング効果」（共著） - ナップ（1998年9月）
- 「高所―運動生理学的基礎と応用 」 - ナップ（2000年9月）
- 「新運動生理学（上・下）」 - 真興交易医書出版部（2001年11月）
- 「運動と呼吸」 - 真興交易医書出版部（2004年4月）
- 「身体トレーニング―運動生理学からみた身体機能の維持・向上」 - 真興交易医書出版部（2009年2月）
- 「運動生理学のニューエビデンス 」 - 真興交易医書出版部（2010年11月）